# کانالارایپاتنا

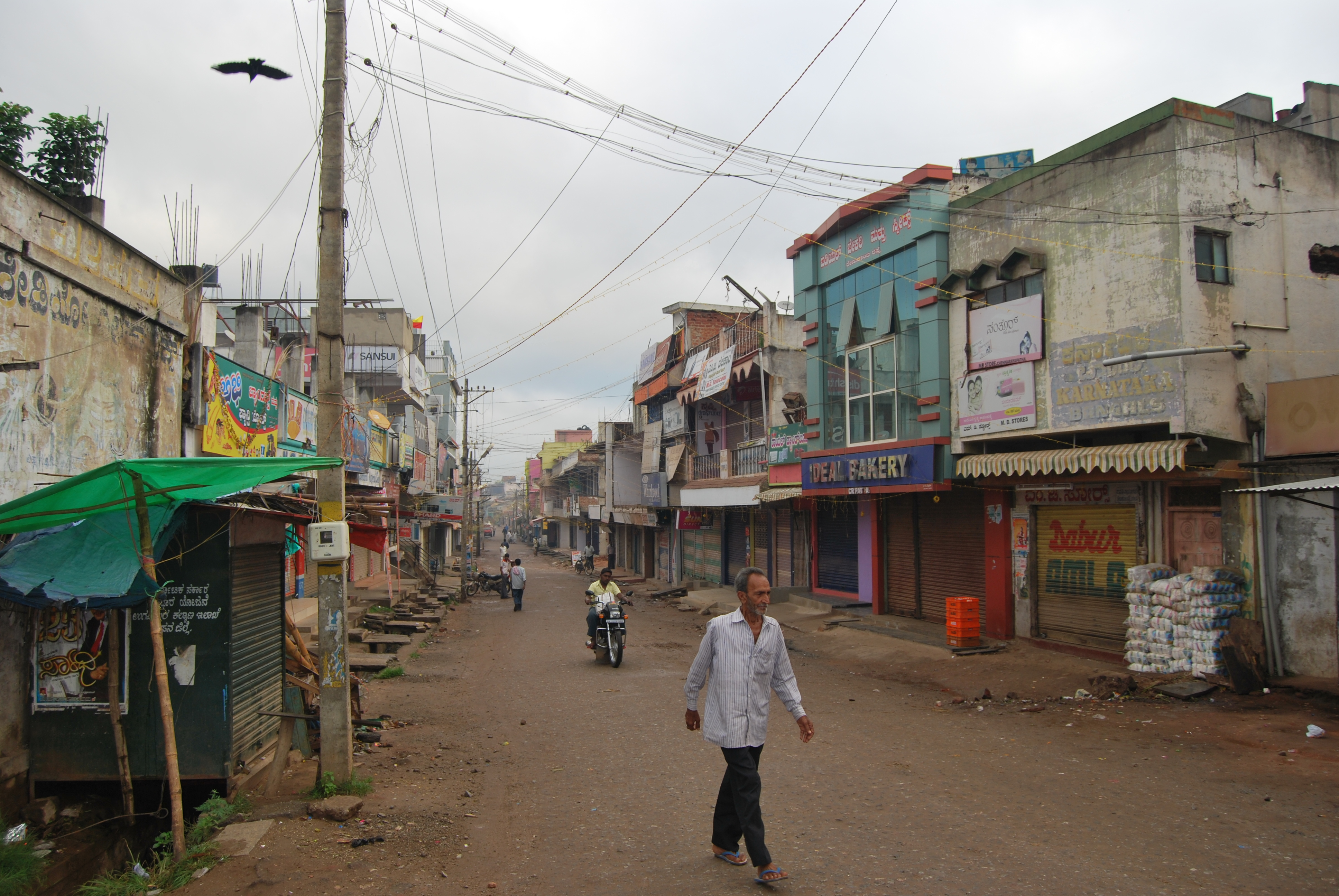
نمایی از ساختمان های منطقه کانالارایپاتنا در هند

کانالارایپاتنا (به انگلیسی: Channarayapatna) یک منطقهٔ مسکونی در هند است که در بخش حسن واقع شده‌است. کانالارایپاتنا ۶٫۵۳ کیلومتر مربع مساحت و ۴۰٬۴۰۰ نفر جمعیت دارد و ۸۲۷ متر بالاتر از سطح دریا واقع شده‌است.